# SMS Seeadler (1892)
Pour les autres navires du même nom, voir SMS Seeadler.
Le SMS Seeadler est un  petit croiseur de IVe classe de la marine impériale allemande. C'est le troisième navire des six de la classe Bussard. Ses sister-ships sont les SMS Bussard, SMS Falke, SMS Condor, SMS Cormoran et SMS Geier. Ils étaient destinés aux missions d'outremer.

## Historique

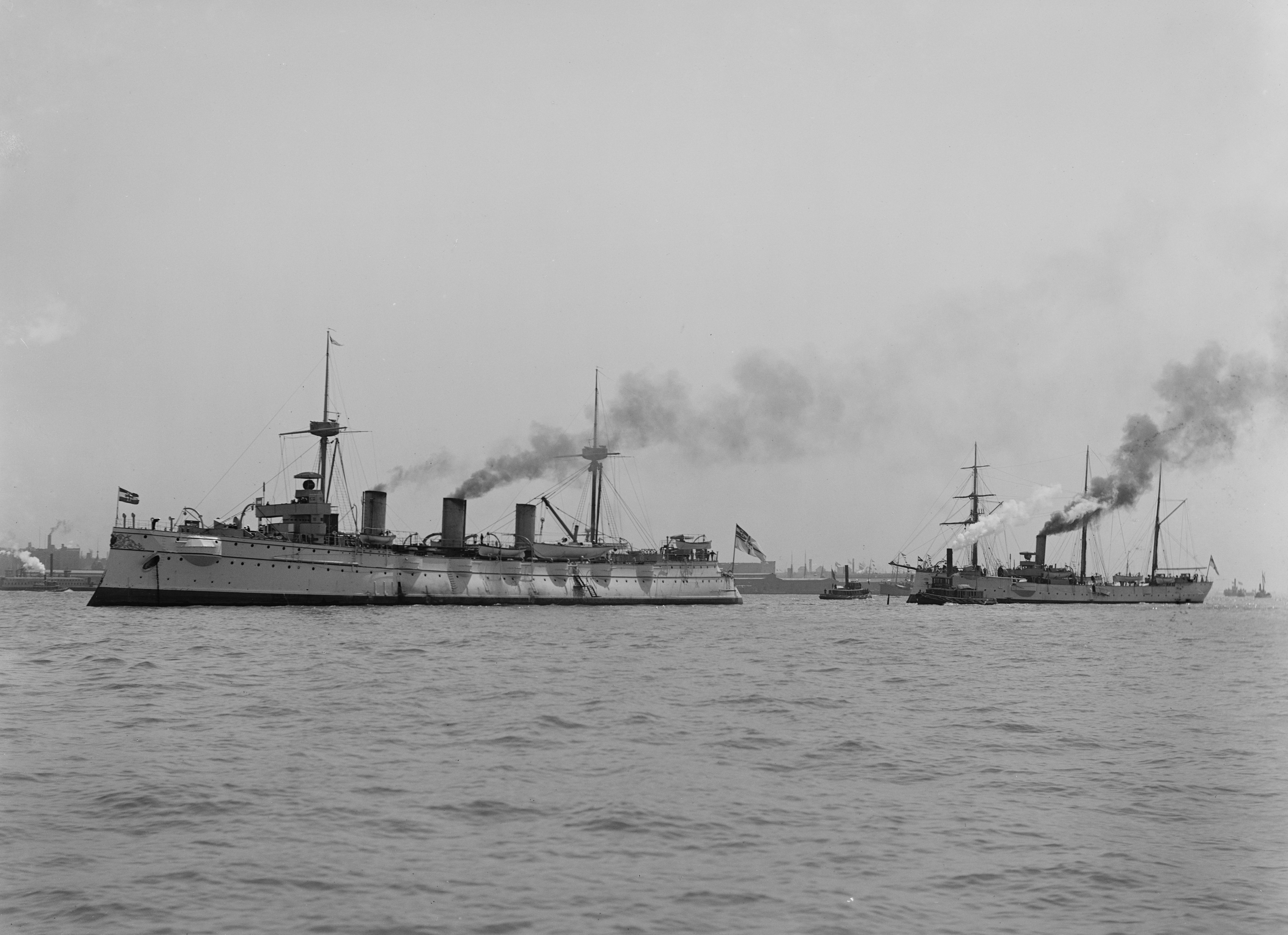
Le SMS Kaiserin Augusta (à gauche) et le SMS Seeadler (au fond à droite) à New York en avril 1893

Le croiseur est bâti par le chantier naval impérial de Dantzig et lancé le 2 février 1892. Il n'est baptisé que le 27 juin 1892, car il devait s'appeler au départ Kaiseradler (aigle impériale), mais ce nom fut finalement attribué à l'ancien yacht impérial (jusqu'alors dénommé Hohenzollern), lorsque le nouveau SMY Hohenzollern fut lancé.
Le croiseur est mis en service le 15 mars 1893 et il est envoyé avec la corvette SMS Kaiserin Augusta à New York pour participer à la Columbian Naval Review en l'honneur de la découverte de l'Amérique par Christophe Colomb. Le SMS Kaiserin Augusta se porte à la rencontre du SMS Seeadler devant Halifax et le remorque, car le croiseur, manquant de charbon, serait arrivé trop tard à la voile. Les deux navires arrivent le 26 avril dans les Hampton Roads, puis font route vers New York.

### Premières missions d'outremer
Après les festivités, le croiseur est envoyé le 13 mai remplacer le SMS Schwalbe qui stationnait depuis 1888 en Afrique orientale allemande. Le Seeadler arrive à Zanzibar le 2 septembre 1893 et demeure sur zone, jusqu'au début de l'année 1898, avec une courte interruption en avril-mai 1896, lorsqu'il se trouve dans le Sud-Ouest africain allemand. En août 1896, le sultan de Zanzibar, Khalid ibn Bargach (1874-1927), demande l'asile au consulat allemand, après une guerre-éclair contre les Britanniques qui dure trente-huit minutes. Il est accueilli à bord du Seeadler, ce que le New York Times qualifie d'affront contre l'Angleterre. Le navire retourne à Kiel le 26 juin 1898.

### Secondes missions d'outremer

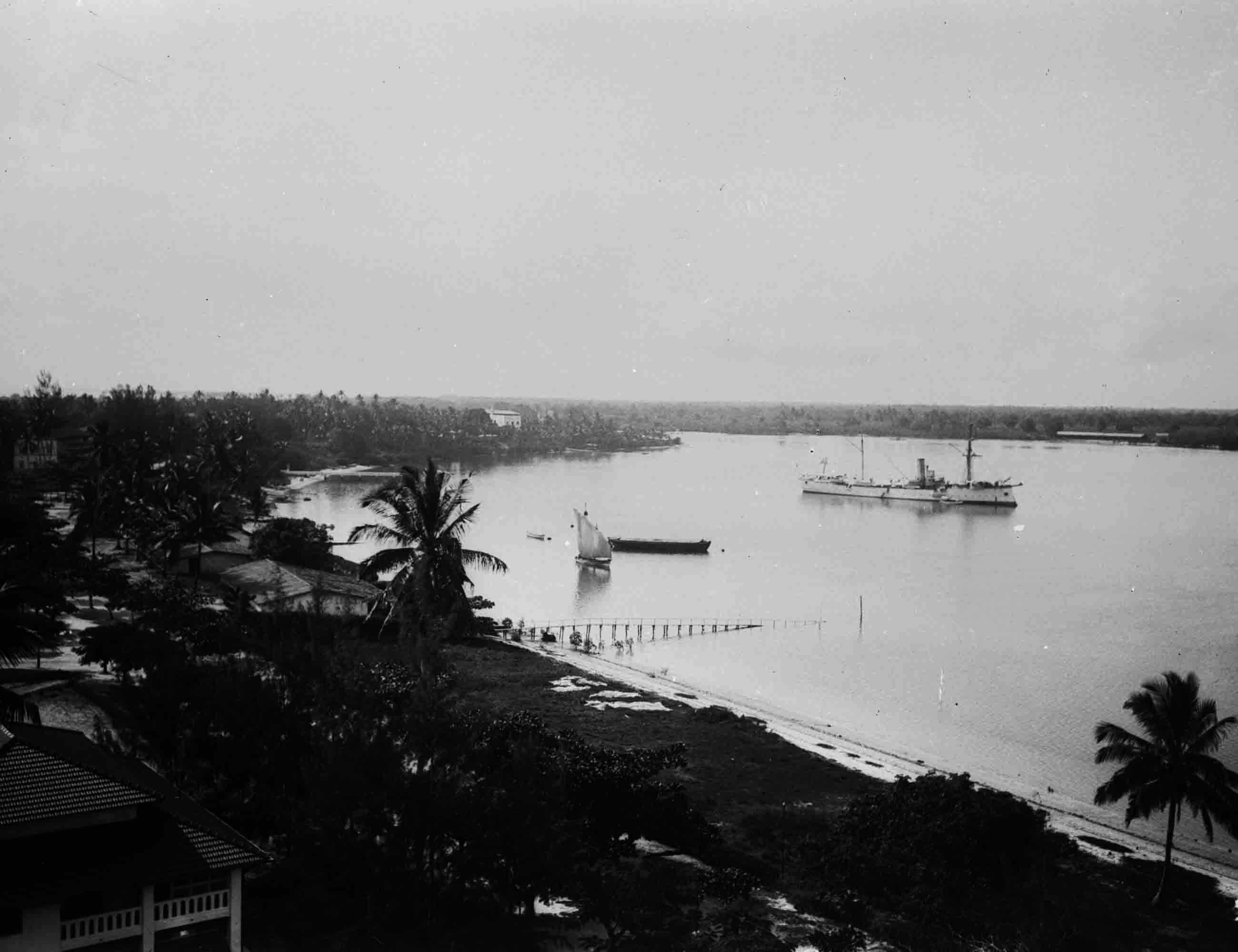
Le SMS Seeadler à Dar es Salam, 1907-1914

Le navire est mis hors service pour réparations en juillet 1898 et envoyé aux chantiers de Dantzig. Il reçoit son ordre de mission pour les mers du sud en octobre 1899. Il croise dans les îles du Pacifique du 15 novembre 1899 à juillet 1900, mais à partir d'août, il rejoint l'escadre d'Extrême-Orient (Ostasiengeschwader), qui doit lutter contre la révolte des Boxers en Chine. Le navire assure donc des missions de surveillance le long des côtes chinoises et visite aussi le Japon et la Corée, ainsi que les Philippines et les Indes néerlandaises. Il retourne en juillet 1905 dans la zone des îles du Pacifique. Alors qu'il se trouve à Ponape, il reçoit le 20 août l'ordre de se rendre en urgence en Afrique orientale.
Le SMS Seeadler stationne donc en Afrique orientale du 1er octobre 1905 au 9 janvier 1914. il retourne en Allemagne en mars 1914, où il est mis hors service, puis reclassé en canonnière en mai. Mais le navire n'est pas réactivé à cause de son âge, lorsqu'éclate la Première Guerre mondiale en août. 
Il sert de dépôt pour les mines à Wilhelmshaven et il coule après une explosion à bord, le 19 avril 1917.

## Données techniques
- Longueur : 82,6 m
- Largeur : 12,7 m
- Tirant d'eau : 5,35 m
- Déplacement : 1 612 tonnes, maximum 1 864 tonnes
- Vitesse : 16,9 nœuds
- Équipage : 9 officiers et 152 hommes d'équipage, 157 hommes après modernisation
- Coût de construction : 2 460 000 marks